# Michela Martinelli
Michela Martinelli (Udine, 22 agosto 1986) è una calciatrice italiana, di ruolo difensore.

## Carriera

### Club
Dopo essersi avvicinata al calcio fin da giovanissima, Michela Martinelli si tessera con il Tavagnacco facendo il suo debutto in Serie B, secondo livello del campionato italiano femminile di calcio, dalla stagione 2000-2001, condividendo con le compagne la conquista del primo posto nel girone B e la conseguente promozione in Serie A. Nel suo primo campionato con la squadra friulana scende in campo in 6 incontri.
Dalla stagione 2001-2002, la prima di una lunga serie nel livello di vertice del campionato italiano di categoria, Martinelli viene impiegata con regolarità marcando 20 presenze in campionato nella squadra che affianca nella denominazione lo sponsor Letti Cosatto, confermandosi negli anni importante pedina della retroguardia gialloblù.
Con le friulane contribuisce a raggiungere il primo massimo risultato nella stagione di Serie A 2010-2011, conquistando il secondo posto dietro alla Torres ed aggiudicandosi così il diritto a partecipare alla UEFA Women's Champions League, traguardo bissato in quella 2012-2013 sempre dietro la Torres. La stagione è coronata anche dalla conquista della prima Coppa Italia (2012-2013), successo ottenuto anche l'anno successivo (2013-2014).
Fa il suo esordio internazionale il 29 settembre 2011, incontrando le svedesi dell'FC Rosengård nella partita di andata valida per i sedicesimi di finale dalla stagione 2011-2012, incontro vinto dal Tavagnacco per 2 a 1.
Nell'estate 2018 lascia il Tavagnacco dopo 21 anni, trasferendosi al Vittorio Veneto, in Serie C.

## Palmarès

### Club
- Coppa Italia: 2

Tavagnacco: 2012-2013, 2013-2014
- Campionato italiano di Serie B: 1

Tavagnacco: 2000-2001